# Albatros Flugzeugwerke
« Albatros (avion) » redirige ici. Pour les autres significations, voir Albatros.
Albatros GmbH, Albatros Werke AG ou Albatros Flugzeugwerke, est une société allemande de construction aéronautique connue principalement pour avoir fourni l'aviation militaire allemande en appareils pendant la Première Guerre mondiale. Fondée en 1909, c'est l'une des plus anciennes au monde.

## Histoire

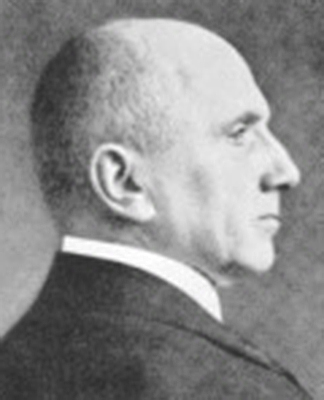
Enno Walther Huth en 1928

Créée le 20 décembre 1909 par Enno Walther Huth (1875–1964) et Otto Wiener (1873–1941) et basée dans la commune de Johannisthal, dans la banlieue de Berlin, la compagnie Albatros-Werke GmbH se consacre au cours des premières années de son existence à la réparation et la fabrication sous licence d'avions étrangers, entre autres des Farman et Antoinette).
En 1913 le jeune ingénieur Ernst Heinkel dessine pour Albatros un biplan biplace moderne, et dès 1914, la société livre à l’Idflieg de robustes biplans d’observations. En 1916 Ernst Heinkel devient responsable du bureau d’études de Hansa-Brandenburgische Flugzeugwerke, et Albatros conçoit alors des avions de reconnaissance et des bombardiers biplaces. Robert Thielen conçoit de son côté des chasseurs monoplaces. Certaines réalisations battirent des records du monde.
À la suite de l'augmentation des commandes dues à la Première Guerre mondiale, elle construit une deuxième usine au printemps 1914 appelée « Ostdeutsche Albatros-Werke » et située à Schneidemühl. En avril 1914 est créé à Stadlau, alors dans la banlieue de Vienne en Autriche-Hongrie, Österreichish-Ungarische Albatros Flugzeugewerke (en français : « Atelier d'aviation austro-hongrois Albatros »), qui devient un des principaux fournisseurs de l’aviation austro-hongroise. Cette filiale est revendue en janvier 1917, devenant Phönix Flugzeugwerke AG.
Pendant le conflit, elle fabrique des avions de reconnaissance, des chasseurs, des avions de soutien à l'infanterie (Appui aérien rapproché) et des avions de transport. Les plus célèbres sont le D.III et le D.V, qui permettent momentanément à l’Allemagne de gagner la suprématie aérienne.
Fin 1918, la production totalise 10 300 avions. Après la guerre, elle se consacre à la fabrication de planeurs, d'avions de compétition ou de transport. Recréée à Berlin-Johannisthal en 1923 comme « Albatros Flugzeugwerke GmbH », elle crée en 1925 une filiale, Allgemeine Flug-Gesellschaft à Memel en Lituanie, pour contourner les limitations imposées par les Alliés. Elle devient ainsi une des premières à fournir la Reichswehr, et les avions Albatros sont utilisés dans l'école d'aviation secrète de Lipetsk. Mais la production est alors relativement médiocre et, crise économique aidant, Albatros doit fusionner avec Focke-Wulf Flugzeugbau en 1931.

## Liste des avions Albatros

### 1913
- Albatros B.I, biplace de reconnaissance

### 1914
- Albatros B.III (Type L 5), reconnaissance
- Albatros W.1, hydravion de reconnaissance

### 1915
- Albatros B.II, avion de reconnaissance non armé (devint à partir de 1915 l'avion d'écolage standard)
- Albatros B (K351B), hydravion d'écolage
- Albatros C.I (type L 6), avion de reconnaissance
- Albatros C.III (type L 10), avion de reconnaissance
- Albatros C.Ia (type L 6), avion de reconnaissance

### 1916

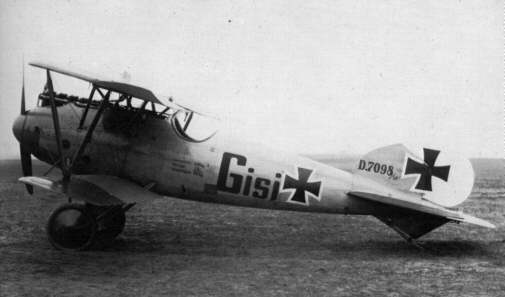
Un Albatros D.Va.

- Albatros C.V, biplace de reconnaissance
- Albatros D.I, chasseur
- Albatros D.II, chasseur
- Albatros D.IV, chasseur (prototype)
- Albatros W.4, chasseur (hydravion)
- Albatros C.IX, biplace d'observation (3 exemplaires)

### 1917
- Albatros L 30, avion d'écolage
- Albatros D.III, chasseur
- Albatros D.V, chasseur monoplace
- Albatros D.VII, prototype
- Albatros Dr.I, prototype (chasseur)
- Albatros W.5
- Albatros C.X, biplan biplace de reconnaissance
- Albatros C.XII, biplan biplace de reconnaissance

### 1918
- Albatros D.X, prototype (chasseur)
- Albatros D.XI, prototype (chasseur)
- Albatros D.XII, prototype (chasseur)
- Albatros D.VI, prototype (chasseur)
- Albatros D.IX, prototype (chasseur)
- Albatros Dr.2, prototype (chasseur)

### Entre-deux-guerres
- Albatros L.68
- Albatros L.58
- Albatros L.59
- Albatros L.60
- Albatros L.65
- Albatros L.69
- Albatros L.72
- Albatros L.73
- Albatros L.75
- Albatros L.76
- Albatros L.77
- Albatros L.79
- Albatros L.82
- Albatros L.101
- Albatros L.103
- Albatros L.84